# Enosis Neon Paralimni
Enosis Neon Paralimni FC – cypryjski klub piłkarski, grający obecnie w pierwszej lidze, mający siedzibę w mieście Paralimni.

## Historia
Klub został założony w kwietniu 1944 roku pod nazwą Enosis Neon Paralimniou. Powstał jako fuzja dwóch innych klubów z miasta Paralimni: Heracles i People’s Love. W logo klubu postanowiono umieścić Partenon wraz z trębaczem. Swój pierwszy mecz Enosis Neon rozegrał w 1945 roku z niemieckimi więźniami, ale pierwsze oficjalne spotkanie odbyło się 16 września tamtego roku, a przeciwnikiem zespołu był Anorthosis Famagusta, który wygrał 5:4. W sezonie 1969/1970 Paralimni po raz pierwszy awansował do pierwszej ligi Cypru i od tego czasu nieprzerwanie występuje w najwyższej klasie rozgrywkowej w kraju. W 1975 roku był wicemistrzem Cypru, a czterokrotnie dochodził do finału Pucharu Cypru, jednak za każdym razem ponosił porażkę.

## Sukcesy
- 1. liga:
  - wicemistrzostwo (1): 1975
- Puchar Cypru:
  - finalista (4): 1974, 1975, 1981, 1983
- Superpuchar Cypru:
  - finalista (2): 1981, 1983
- 2. liga:
  - mistrzostwo (1): 1969

## Reprezentanci kraju grający w klubie

### Cypryjczycy
- Marios Charalambous
- Demetris Christofi
- Eleftherios Eleftheriou
- Kostas Elia
- Demos Goumenos
- Marios Karas
- Antonis Kezos
- Michalis Konstandinu
- Christos Kotsonis
- Andreas Melanarkitis
- Angelos Misos
- Giorgos Nikolaou
- Niki Papavasiliou
- Panikos Spyrou
- Jasumis Jasumi

### Inni
- Ervin Fakaj
- Arjan Xhumba
- Freddy
- Georgi Donkow
- Jeff Tutuana
- Ishmael Addo
- Kofi Amponsah
- Awi Tikwa
- Samuel Wowoah
- Igor Jancevski
- Petar Miloszewski
- Abdelkrim Kissi
- Eric Ejiofor
- Henryk Bałuszyński
- MacDonald Mukansi
- Mário Breška
- Patrik Ipavec
- Amer Jukan
- Bekim Kapić
- Almir Tanjić
- Anton Žlogar
- Håkan Svensson
- Néné
- Manuel Puma Sanches
- Noel Kaseke
- Kennedy Nagoli

## Europejskie puchary
Legenda do wszystkich tabel:
- Q – runda eliminacyjna, 1/16, 1/8, 1/4, 1/2 – odpowiednia faza rozgrywek, Grupa – runda grupowa, 1r gr – pierwsza runda grupowa, 2r gr – druga runda grupowa, F – finał, R – runda, PO – play-off
- k. – rzuty karne, los. – losowanie, Dogr. – dogrywka, w. – zasada bramek strzelonych na wyjeździe

| Sezon   | Rozgrywki                 | Runda | Przeciwnik           | Dom      | Wyjazd   | Ogólnie  |
| ------- | ------------------------- | ----- | -------------------- | -------- | -------- | -------- |
| 1974/75 | Puchar Zdobywców Pucharów | 1R    | Avenir Beggen        | walkower | walkower | walkower |
| 1975/76 | Puchar UEFA               | 1R    | MSV Duisburg         | 2–3      | 1–7      | 3–10     |
| 1976/77 | Puchar UEFA               | 1R    | 1. FC Kaiserslautern | 1–3      | 0–8      | 1–11     |
| 1981/82 | Puchar Zdobywców Pucharów | 1R    | Vasas SC             | 1–0      | 0–8      | 1–8      |
| 1983/84 | Puchar Zdobywców Pucharów | 1R    | KSK Beveren          | 2–4      | 1–3      | 3–7      |
| 2002    | Puchar Intertoto          | 1R    | SC Bregenz           | 0–2      | 1–3      | 1–5      |